# فرانك بيرد (موسيقي)
فرانك بيرد (بالإنجليزية: Frank Beard)‏ هو موسيقي أمريكي، ولد في 11 يونيو 1949 في فرانكستون في الولايات المتحدة.

## وصلات خارجية
- فرانك بيرد على موقع IMDb (الإنجليزية)
- فرانك بيرد على موقع الموسوعة البريطانية (الإنجليزية)
- فرانك بيرد على موقع ميوزك برينز (الإنجليزية)
- فرانك بيرد على موقع إن إن دي بي (الإنجليزية)
- فرانك بيرد على موقع أول ميوزيك (الإنجليزية)
- فرانك بيرد على موقع ديسكوغز (الإنجليزية)
- فرانك بيرد على موقع قاعدة بيانات الفيلم (الإنجليزية)